# Chinese Volleyball League 2009-2010 (maschile)
La Chinese Volleyball League 2009-2010 si è svolta dal 2009 al 2010: al torneo hanno partecipato 10 squadre di club cinesi e la vittoria finale è andata per la ottava volta, la settima consecutiva, allo Shanghai.

## Squadre partecipanti
| - Bayi - Beijing - Henan - Hubei - Jiangsu | - Liaoning - Shandong - Shanghai - Sichuan - Zhejiang |

## Premi individuali[1]
| Premio             | Giocatrice   | Squadra  |
| ------------------ | ------------ | -------- |
| MVP                | Liu Bo       | Sichuan  |
| Miglior attaccante | Chen Ping    | Jiangsu  |
| Miglior muro       | Sun Changbin | Shandong |
| Miglior servizio   | Meng Xianyi  | Jiangsu  |
| Miglior allenatore | Jugen Yin    | Shanghai |

## Classifica finale[1]
| Pos | Squadra  | Verdetto                        |
| --- | -------- | ------------------------------- |
| 1   | Shanghai | Al campionato asiatico per club |
| 2   | Bayi     |                                 |
| 3   | Jiangsu  |                                 |
| 4   | Shandong |                                 |
| 5   | Henan    |                                 |
| 6   | Zhejiang |                                 |
| 7   | Liaoning |                                 |
| 8   | Sichuan  |                                 |
| 9   | Beijing  | Chinese Volleyball League B     |
| 10  | Hubei    | Chinese Volleyball League B     |